# (500528) 2012 TC314
(500528) 2012 TC314 es un asteroide perteneciente al cinturón de asteroides, descubierto el 8 de noviembre de 2007 por el equipo del Mount Lemmon Survey desde el Observatorio del Monte Lemmon, Arizona, Estados Unidos.

## Designación y nombre
Designado provisionalmente como 2012 TC314.

## Características orbitales
2012 TC314 está situado a una distancia media del Sol de 3,108 ua, pudiendo alejarse hasta 3,841 ua y acercarse hasta 2,375 ua. Su excentricidad es 0,235 y la inclinación orbital 5,724 grados. Emplea 2001,49 días en completar una órbita alrededor del Sol.

## Características físicas
La magnitud absoluta de 2012 TC314 es 16,8. 